# Ramsayornis
Ramsayornis – rodzaj ptaków z rodziny miodojadów (Meliphagidae).

## Zasięg występowania
Rodzaj obejmuje gatunki występujące w Australii, na Nowej Gwinei i sąsiednich wyspach.

## Morfologia
Długość ciała 12–14 cm; masa ciała 8–14 g.

## Systematyka
Rodzaj zdefiniował w 1912 roku australijski ornitolog Gregory Macalister Mathews na łamach czasopisma „Austral Avian Record”. Gatunkiem typowym jest miodalek brązowy (Ramsayornis modestus).

### Etymologia
- Ramsayornis: dr Edward Pierson Ramsay (1842–1916), australijski zoolog, kurator Muzeum Australijskiego w Sydney w latach 1874–1894; gr. ορνις ornis, ορνιθος ornithos „ptak”[6].
- Ryanornis: Sir Charles Snodgrass Ryan (1853–1926), australijski chirurg, ornitolog, współzałożyciel RAOU; gr. ορνις ornis, ορνιθος ornithos „ptak”[7]. Typ nomenklatoryczny: Glyciphila fasciata Gould, 1843.

### Podział systematyczny
Do rodzaju należą następujące gatunki:
- Ramsayornis modestus (G.R. Gray, 1858) – miodalek brązowy
- Ramsayornis fasciatus (Gould, 1843) – miodalek prążkowany